# Offshore-Windpark Nördlicher Grund

Geplante Lage von Nördlicher Grund innerhalb der Windparks in der Deutschen Bucht, Karte von 2015

Der Offshore-Windpark Nördlicher Grund war ein geplanter Windpark in der deutschen ausschließlichen Wirtschaftszone der Nordsee.

## Lage
Die Projektfläche befand sich 84 Kilometer westlich der Insel Sylt und war 55 km² groß, bei einer Wassertiefe von 21 bis 33 Metern.

## Planung und Entwicklung
Das Konsortium Nördlicher Grund GmbH, an welchem die renergys GmbH und GEO Gesellschaft für Energie und Oekologie mbH jeweils zu 50 Prozent beteiligten waren, reichte am 10. Dezember 2001 einen ersten Antrag zur Errichtung eines Windparks auf dieser Fläche ein. Ein überarbeiteter Antrag wurde am 22. August 2003 eingereicht. Am 1. Dezember 2005 erteilte das Bundesamt für Seeschifffahrt und Hydrographie (BSH) eine Genehmigung für den Bau und Betrieb von 80 Windenergieanlagen, mit deren Errichtung bis zum 31. Dezember 2016 begonnen werden musste. Am 2. Juni 2006 wurde die Genehmigung für den Anschluss des Windparks erteilt, welcher in Büsum mit dem allgemeinen Stromnetz verbunden werden sollte.
2007 wurde ein Teil des Projektgebiets abgetrennt und an den benachbarten Windpark Sandbank übertragen. 2008 erwarb Renergys den Anteil von GEO und wurde damit alleiniger Eigentümer. 2011 übernahm die US-Investmentgesellschaft Blackstone Group für 1,3 Mrd. Euro die Rechte zum Bau des Windparks, der bis 2016 ans Netz gehen sollte. 2012 änderte die damalige Bundesregierung jedoch die Genehmigungsregeln für den Netzanschluss von Offshore-Windparks und zog dabei die Anschlusszusage für den Windpark Nördlicher Grund zurück. 2014 wurde zudem das Ausbauziel für Offshore-Windenergie auf 6,5 GW bis 2020 reduziert. Der Anschluss SylWin 2, über welchen Nördlicher Grund angebunden werden sollte, wurde im Zuge dessen auf die 2020er Jahre verschoben. Projektentwickler WindMW schlug alternativ eine Anbindung an den nur wenig ausgelasteten Anschluss Helwin 2 vor, was die Bundesnetzagentur jedoch ablehnte, da die Anschlussstelle zu einer anderen Zone gehöre und Vernetzungen zwischen diesen nicht vorgesehen seien. Der Baubeginn des Windparks, welcher von Blackstone bereits auf 2016 verschoben worden war, wurde damit de facto bis mindestens 2020 aufgeschoben.
Nachdem 2017 mit dem Windpark Sandbank der letzte von sechs Windparks der ersten Auktion in Betrieb genommen worden war, bewarb sich Nördlicher Grund für die zweite Auktion, mit Inbetriebnahme bis 2025. 2018 erhielt das Projekt den Zuschlag. Die Netzanbindung sollte wie ursprünglich geplant über den Anschluss SylWin 2 erfolgen.
Das Projekt wurde 2023 eingestellt, in der Flächenplanung für 2024 kommt der Park nicht mehr vor.